# 虫かご

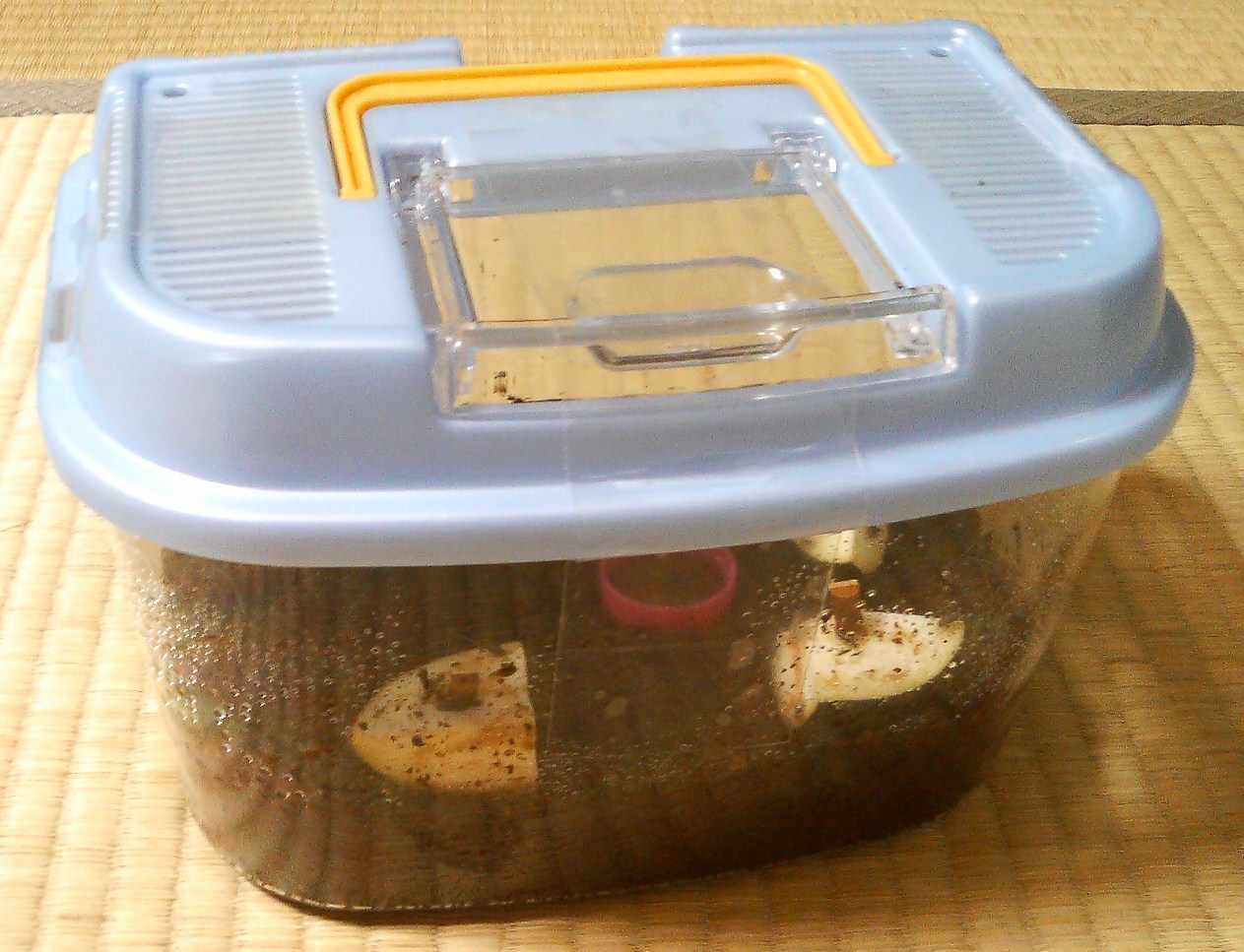
飼育用の虫かご

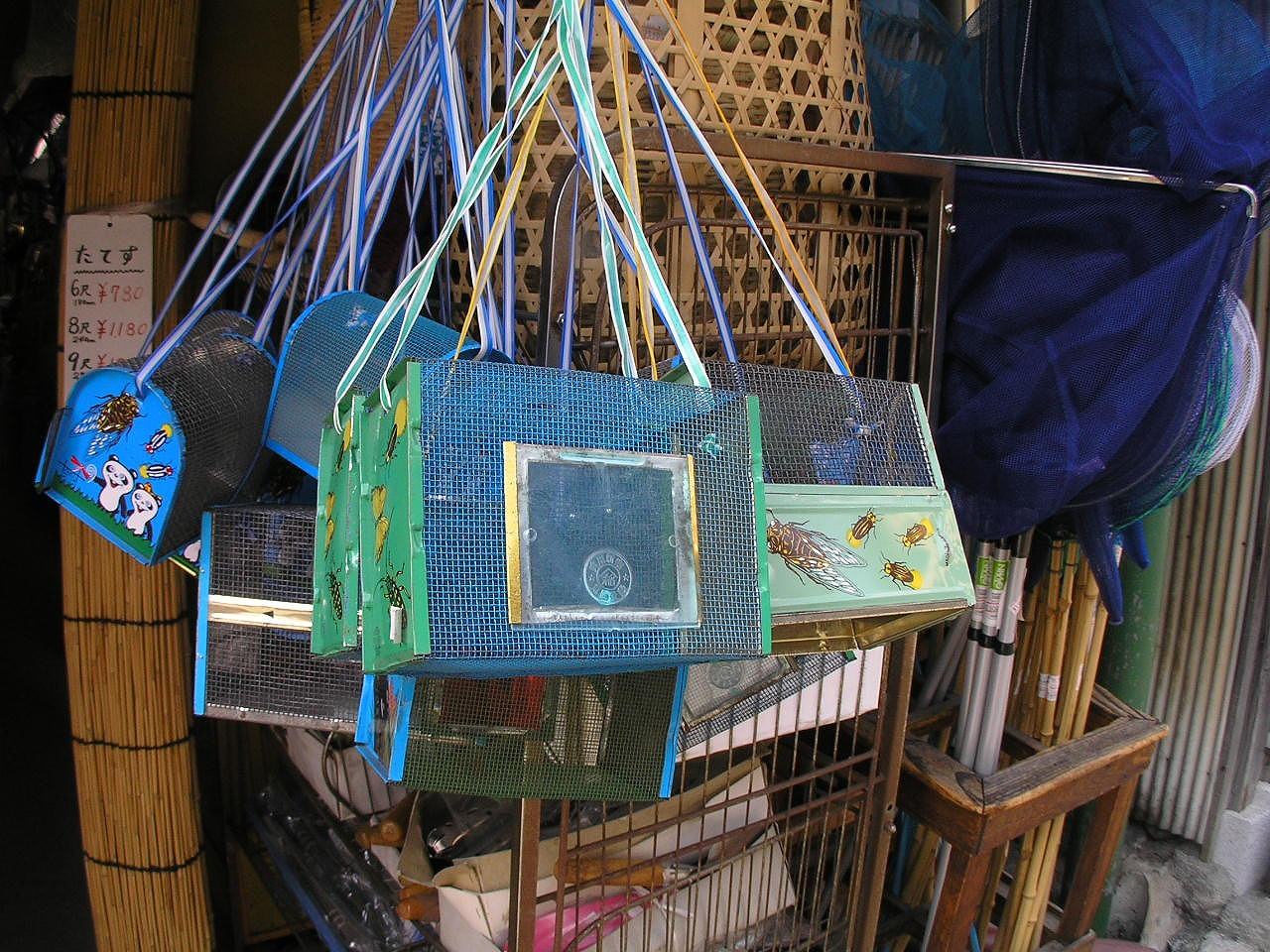
今も売られている懐かしいブリキ製の虫かご

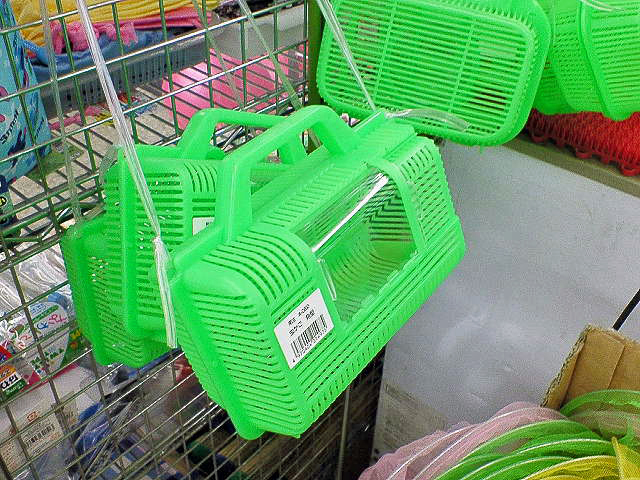
スーパーで販売されているプラスチック製の虫かご

虫かご（虫籠、むしかご）とは、虫や小動物を入れておくケースである。飼育用も、虫取りなどをする時に一時的入れておくものも指す。主に、バッタやカブトムシ、クワガタムシなどの昆虫を生かしたまま入れておくために使う。子供の野遊びには、これを肩から紐で吊して歩くというのが、かつての子供の絵にはよく見られる構図であった。

## 日本
江戸時代後半、代々木や千駄ヶ谷の明屋敷伊賀者の間でスズムシやコオロギなどの秋虫の養殖と共に虫かごも盛んに作られるようになる（「スズムシ#スズムシの文化」も参照。虫かご自体は平安時代から作られてきた）。
手作りレベルでは稲藁などを編んだものも知られている。沖縄県や鹿児島県奄美群島では、ソテツの葉を編んだものが知られていた。そういったものは、野外で手に入る素材を用い、即席で作ってしまうものだったようである。
市販品、あるいは通念としての虫かごは元来は竹などで作られた檻のような構造のもので、国の伝統的工芸品に指定されている駿河竹千筋細工などが有名である。方形や円形の枠のそれぞれの面に縦に竹ひごの軸が並んだもので、虫かごの籠の名はこれによるものである。キリギリスやクツワムシなど入れ、軒下に吊るして鳴き声を楽しんだ。スズムシ等の飼育には、むしろ壷様の構造の方が向いており、江戸時代らそのようなものが使用された。このほか伝統的なものとしてはホタルを入れる蛍籠がある。
時代の変化にしたがってその素材は変化し、ブリキの板で四面を囲い、両側の側面が金網製のものもあった。現在ではビニールなどの合成樹脂（プラスチック）で出来た、竹籠を模したものが多く見られる。他に透明なプラスチック製で、直方体の器の上に竹籠風のスリットのついた蓋がついた虫かごもよく見かける。これは水槽ともいえるが、スリットの入った、出入り口付の蓋と、ぶら下げるための紐が本来のアイデンティティを主張している。大きいサイズの物から、小さいサイズの物まである。

## 日本国外
中国ではコーリャンや竹などで作られた虫かごが知られている。コオロギの飼育には瓢箪を切って蓋を付けたものが使用される。細密な彫刻が施された芸術品的なコオロギ籠もある。
南ドイツやオーストリアには、木造家屋に似せた飼育用の「コオロギの家」がある。